# Relaxation (NMR)
Unter Relaxation versteht man in der Kernspinresonanzspektroskopie (NMR-Spektroskopie) und Magnetresonanztomographie (MRT) die Vorgänge, die die Kernspin-Magnetisierung (z. B. nach einer Auslenkung oder Anregung) in ihren Gleichgewichtszustand zurückstreben lassen. Diese Vorgänge beruhen auf unterschiedlichen Relaxationsmechanismen und werden durch Relaxationszeiten für die verschiedenen Magnetisierungskomponenten beschrieben.
Unterschiedliche Kernspinrelaxationszeiten in verschiedenen Gewebearten stellen die wichtigste Grundlage des Bildkontrasts in der Magnetresonanztomographie dar. NMR-spektroskopisch sind die Relaxationszeiten unter anderem von Bedeutung, um die Mikrodynamik oder Mikrostruktur von kondensierter Materie auf der molekularen Längenskala zu untersuchen, beispielsweise in der Physik, Physikalischen Chemie, Chemie oder Materialforschung.

## Prinzip
Im thermischen Gleichgewicht gibt es in einem Magnetfeld (konventionsgemäß in z-Richtung) eine Gleichgewichts-Kernmagnetisierung {\displaystyle {\vec {M}}=M_{0}{\vec {e}}_{z}} entlang der Feldrichtung. Ihre Größe {\displaystyle M_{0}} wird durch die Boltzmann-Statistik bestimmt und man nennt diese Magnetisierungskomponente in z-Richtung die longitudinale Magnetisierung. Die Magnetisierungskomponenten senkrecht zum Feld, also in x- und y-Richtung sind im Gleichgewichtsfall in ihrem Betrag gleich null. Stört man das thermische Gleichgewicht des Kernspinsystems, z. B. durch Einstrahlen eines 90°- bzw. 180°-Hochfrequenz-(HF-)Impulses, dann wird die z-Komponente der Magnetisierung {\displaystyle M_{z}} gleich null bzw. {\displaystyle -M_{0}}. Nach der Störung geht die longitudinale Magnetisierung, einem Exponentialgesetz in der Zeit {\displaystyle t} folgend, durch den Relaxationsprozess wieder zum Gleichgewichtswert {\displaystyle M_{z}=M_{0}} über. Dies ist die longitudinale Relaxation. Durch einen 90°-Impuls, als „Nachweisimpuls“, nach einer Zeit t, kann man die durch Relaxation zum Zeitpunkt t wieder entstandene Kernmagnetisierung experimentell nachweisen.
Durch eine Störung, z. B. durch den genannten 90°-HF-Impuls, entsteht aber auch eine präzedierende Kernmagnetisierung in der xy-Ebene (Transversalebene) mit dem Betrag {\displaystyle M_{\perp }\neq 0}, welche nach der Störung ebenfalls exponentiell gegen den Gleichgewichtswert für die transversale Magnetisierung, nämlich null, geht. Dies ist die transversale Relaxation.
Bei der experimentellen Bestimmung der kernmagnetischen Relaxationszeiten wird die Kernmagnetisierung, über die NMR-Signalamplitude, als Funktion der Zeit t (zeitlicher Abstand zwischen dem „Störimpuls“ und dem „Nachweisimpuls“) gemessen. Aus dem gemessenen, exponentiellen Relaxationsverlauf wird die charakteristische Zeitkonstante, die „Relaxationszeit“, bestimmbar. Die Kernmagnetisierungs-Messungen als Funktion der Zeit stellen daher eine Form der zeitaufgelösten NMR-Spektroskopie dar.
Die kernmagnetischen Relaxationsprozesse sind mit Übergängen zwischen verschiedenen Energieniveaus des Kernspinsystems verbunden. Da es im Frequenzbereich der NMR-Spektroskopie praktisch keine spontanen Übergänge gibt, werden elektromagnetische Felder bei der kernmagnetischen Resonanzfrequenz benötigt, welche die Übergänge induzieren können. Dies sind substanzinterne, fluktuierende magnetische (in manchen Fällen auch elektrische) Felder. Die Entstehung dieser fluktuierenden Felder und ihre Wechselwirkung mit dem Kern kann unterschiedlich sein und man spricht daher von verschiedenen Relaxationsmechanismen. Kennt man den Relaxationsmechanismus in bestimmten zu untersuchenden Proben, dann kann man aus der Messung der kernmagnetischen Relaxationszeiten wertvolle Informationen über die Umgebung der beobachteten Atomkerne, also aus dem Innersten der Materie erhalten.

## Anwendungen
Eine der klassischen Anwendungen von Relaxationszeitstudien ist die physikalisch-chemische Erforschung von Materie im flüssigen Zustand, wie z. B. die Aufklärung der  Mikrodynamik oder Mikrostruktur von reinen Flüssigkeiten oder Elektrolytlösungen. Man kann dabei molekulare Umorientierungszeiten in der Flüssigkeit, z. B. im Pikosekunden-Bereich, bestimmen, kurzlebige, lokale molekulare Aggregate, wie die Solvathüllen von Ionen, oder Ionenassoziationen studieren, ebenso wie z. B. kurzlebige Wasserstoffbrücken zwischen Molekülen. 
In der Magnetresonanztomographie (MRT) sind unterschiedliche Relaxationseigenschaften verschiedener Gewebearten und Organe die wichtigste Grundlage für den hohen Weichteilkontrast etwa im Vergleich zu röntgenbasierten Verfahren wie der Computertomographie. Zusätzlich werden in der MRT auch häufig Kontrastmittel eingesetzt, mittels deren die Relaxationsunterschiede zwischen verschiedenen Geweben gezielt verändert werden können. Auch die funktionelle Magnetresonanztomographie (fMRT) zur Sichtbarmachung physiologischer (Gehirn-)Funktionen beruht  auf Relaxationseffekten (durch paramagnetisches desoxygeniertes Hämoglobin, s. BOLD-Kontrast).
Die Kernspinrelaxationszeiten werden außer durch Materialeigenschaften auch durch die Magnetfeldstärke bestimmt, in der sich die Probe befindet. Aus der Bestimmung der Abhängigkeit der Relaxationszeiten von der anliegenden Magnetfeldstärke können zusätzliche Informationen gewonnen werden. Zur Messung der Relaxationszeit in Abhängigkeit von der Frequenz wurde eine spezielle NMR-Messmethode entwickelt, die sogenannte Feldzyklus-NMR (englisch field-cycling NMR).  
In der Materialforschung können Kernspinrelaxationszeiten Informationen über die dynamischen Eigenschaften von Materialien auf der molekularen Längenskala vermitteln. Dies ist unter anderem in der Polymerforschung, bei der Entwicklung von elektrochemischen Funktionsmaterialien für Batterien und Brennstoffzellen sowie bei der Charakterisierung poröser Materialien von Bedeutung.

## Relaxationszeiten
Neben der Relaxationszeit {\displaystyle T_{1}}, die die Spin-Gitter-Relaxation oder longitudinale Relaxation charakterisiert, sind die wichtigsten Relaxationszeiten die transversale Relaxationszeit {\displaystyle T_{2}} und die Zeitkonstante {\displaystyle T_{2}^{*}}, mit der nach der NMR-Anregung das Signal des beobachtbaren freien Induktionszerfalls (FID, Free Induction Decay) abnimmt.
Für die relative Länge dieser drei Zeitkonstanten gilt immer
{\displaystyle T_{2}^{*}\leq T_{2}\leq 2T_{1}}
(In den meisten Fällen gilt {\displaystyle T_{2}<T_{1}}. In niederviskosen Flüssigkeiten jedoch ist häufig {\displaystyle T_{1}=T_{2}})
{\displaystyle 1/T_{1}} nennt man die longitudinale Relaxationsrate und sie hat die Bedeutung einer Übergangswahrscheinlichkeit zwischen den Kernspin-Energieniveaus. 

### Longitudinale Relaxationszeit
Die longitudinale Relaxationszeit {\displaystyle T_{1}} spielt in der Kernspinresonanz in mehrfacher Hinsicht eine limitierende Rolle:
- Sie bestimmt einerseits die Zeit, die nach einem NMR-Anregungsvorgang gewartet werden muss, bis die Probe vor einer erneuten Anregung wieder hinreichend nah an ihren Gleichgewichtszustand herangekommen ist (übliche Wartezeiten in diesem Fall sind etwa das Drei- bis Fünffache der longitudinalen Relaxationszeit; kürzere Wartezeiten werden beispielsweise in {\displaystyle T_{1}}-gewichteten oder schnellen FLASH-Messungen verwendet).
- Sie bestimmt andererseits das maximale Zeitfenster, in dem Informationen in einem Kernspinsystem codiert werden können. Das hat beispielsweise Konsequenzen bei der Untersuchung von Austausch-Vorgängen oder Diffusions-Vorgängen sowie auch für Überlegungen zur Realisierung eines Quantencomputers mittels NMR.

### Transversale Relaxationszeit
Die transversale Relaxationszeit {\displaystyle T_{2}} kann ebenfalls als limitierender Faktor in NMR-Experimenten wirken, da die erzielbare Auflösung in NMR-Spektroskopie-Experimenten wegen der Frequenz-Zeit-Unschärfe proportional zum Kehrwert der {\displaystyle T_{2}}-Zeit ist. Kurze Relaxationszeiten bedeuten breite Resonanzlinien im NMR-Spektrum.  Die {\displaystyle T_{2}}-Zeit ist in einfachen Flüssigkeiten wie Wasser oder Aceton etwa gleich lang wie die jeweilige {\displaystyle T_{1}}-Zeit und kann mehrere Sekunden betragen. Je stärker die Beweglichkeit der Moleküle in einem Material eingeschränkt ist, desto kürzer wird die {\displaystyle T_{2}}-Zeit. In Festkörpern liegt sie üblicherweise im Bereich von einigen 10 µs. 
Außer durch die molekulare Dynamik werden die Kernspinrelaxationszeiten auch noch durch die Anwesenheit von paramagnetischen Substanzen beeinflusst. Hierauf beruhen unter anderem die Wirkung der in der Magnetresonanztomographie üblichen Kontrastmittel sowie die Verwendung von Chromacetylacetonat zur Verkürzung der Relaxationszeit in z. B. 29Si-NMR.

## Relaxationsmechanismen
Damit ein Relaxationsprozess an Atomkernen (Spins)  wirksam werden kann, müssen für Kerne mit Kernspin {\displaystyle I={\tfrac {1}{2}}}  im Innern der Materie am Ort dieser Atomkerne fluktuierende magnetische Felder mit der „passenden“ Frequenz (NMR-Resonanzfrequenz {\displaystyle =\gamma B_{0}=\omega _{0}}) und einer ausreichenden Intensität auftreten. Solche magnetischen Felder werden z. B. durch magnetische Dipole von Atomkernen in der molekularen Umgebung des Spins erzeugt. Die Fluktuation dieses Feldes resultiert aus der Molekularbewegung, welche bei intramolekularen Nachbarn ständig die relative Orientierung der benachbarten Kerne und bei intermolekularen Nachbarn deren relative Orientierung und deren Abstand ändert. Bei Kernen mit einem Kernspin {\displaystyle I\geq 1} kommen auch fluktuierende elektrische Feldgradienten als zusätzliche, meist dominierende, Relaxationsursache hinzu. Aus kernmagnetischen Relaxationszeiten, und insbesondere deren Temperaturabhängigkeit, können somit generell Informationen über die thermische Bewegung von Teilchen im Innern einer Probe gewonnen werden. 
Wird der Kern durch benachbarte magnetische Kern- oder Elektronendipole relaxiert dann spricht man von Dipol-Dipol-(DD-)Relaxationsmechanismen. 
Bei den Relaxationsmechanismen sind generell folgende Fälle zu unterscheiden:

### Intramolekularer homonuklearer Dipol-Dipol-Relaxationsmechanismus
Hier findet die Wechselwirkung, die zur Relaxation führt, zwischen zwei gleichen Kernen I innerhalb eines Moleküls statt. Dieser Relaxationsmechanismus ist für Wasserstoffkerne in organischen Molekülen meist dominant. Kennt man den Abstand der Wechselwirkungspartner aus Moleküldaten, kann man aus Messung der intramolekularen DD-Relaxationszeit z. B. die Umorientierungs-Korrelationszeit bestimmen, die in Flüssigkeiten in der Nähe der Raumtemperatur typischerweise im Pikosekunden- bis Nanosekunden-Bereich liegt.

### Intramolekularer heteronuklearer Dipol-Dipol-Relaxationsmechanismus
Findet eine Wechselwirkung zwischen zwei ungleichen Kernen, z. B. 1H und 13C statt, dann handelt es sich um eine heteronukleare DD-Wechselwirkung. Da das magnetische Dipolmoment und damit die Intensität des fluktuierenden Feldes von 1H in dessen Nachbarschaft deutlich größer als das des 13C ist, werden die Wasserstoffkerne durch die benachbarten Kohlenstoffkerne weniger relaxiert als durch die homonukleare DD-Relaxation. Für die Relaxation der 13C-Kerne gilt demnach das Umgekehrte.

### Intermolekularer Dipol-Dipol-Relaxationsmechanismus
Befinden sich die wechselwirkenden Kerndipole auf verschiedenen Molekülen oder bei Makromolekülen auf verschiedenen Molekülteilen, so handelt es sich um intermolekulare DD-Relaxation. Wegen der dann größeren Abstände zwischen den Atomkernen im Vergleich zum intramolekularen Fall, ist der intermolekulare Relaxationsbeitrag kleiner und in der Praxis nur für 1H-1H-Wechselwirkungen (wegen des großen 1H-Dipolmomentes) messbar. Allerdings kann die intermolekulare Relaxation, wenn man die Dynamik des Systems z. B. aus Selbstdiffusionsdaten kennt, sehr interessante Informationen über lokale Strukturen von Flüssigkeiten und Lösungen liefern. 
Die intermolekulare 1H-1H-DD-Relaxation ist auch die Basis einer wichtigen Methode zur Bestimmung der komplizierten räumlichen Struktur von Biomolekülen, wie Proteinen in Lösung, also im natürlichen Zustand des Biomoleküls.
In paramagnetischen Systemen wie Lösungen, in denen sich paramagnetische Teilchen befinden, tritt eine Kerndipol-Elektronendipol-Wechselwirkung auf. Da das magnetische Moment des Elektrons um ca. drei Größenordnungen stärker ist als das der Kerne, ist diese DD-Relaxation äußerst stark. Solche paramagnetischen Teilchen dienen in der MRT als Kontrastmittel. Dieser Relaxationsmechanismus ist auch die Basis der fMRT. Je nach Konzentration und Art der paramagnetischen Zentren können NMR-Linien hierdurch  extrem verbreitert werden, d. h., die transversale Relaxationszeit wird sehr kurz und das NMR-Signal ist nicht mehr messbar.

### Relaxation durch Anisotropie der Chemischen Verschiebung (CSA)
Wenn die Chemische Verschiebung eines Kerns im Molekül abhängig ist von der Orientierung des Moleküls bezüglich der Richtung des äußeren Magnetfeldes, dann spricht man von anisotroper chemischer Verschiebung (englisch chemical shift anisotropy (CSA)). Durch die thermischen Taumelbewegungen der Moleküle in Fluiden entsteht am Kernort dann ein fluktuierendes kleines Zusatzmagnetfeld, welches die Relaxation des Kerns beeinflussen kann. Der CSA-Relaxationsmechanismus ist für nicht-protonierte X-Kerne (z. B. 13C oder 15N ohne Wasserstoff-Nachbar) der dominierende Relaxationsmechanismus.

### Relaxation durch Spin-Rotation (SR)
In niederviskosen Flüssigkeiten und Gasen können bei Molekülen schnelle Rotationsbewegungen auftreten. Dann können an einem Kernort im Molekül durch die Rotation und moduliert durch molekulare Kollisionen magnetische Wechselfelder entstehen, die als Spin-Rotation-Relaxationsmechanismus wirken. Experimentell erkennbar ist der SR-Mechanismus an seiner charakteristischen Temperaturabhängigkeit.

### Relaxation durch Skalare Kopplung (SC)
Dieser Relaxationsmechanismus kann auftreten, wenn ein Kern I skalar über Spin-Spin-Kopplung an einen zweiten Kern S gekoppelt ist und wenn die Kopplung (und damit das magnetische Zusatzfeld, welches im Spektrum die Linien aufspaltet) moduliert ist, also sich zeitlich verändert. Diese Modulation kann durch chemischen Austausch des den Spin S tragenden Nachbaratoms bewirkt werden (SC-Relaxation erster Art) oder durch Relaxation des Spins {\displaystyle S\geq {\tfrac {1}{2}}} (SC-Relaxation zweiter Art), der dadurch seine Orientierung bezüglich des äußeren Feldes ändert.

### Relaxation durch Kern-Quadrupol-Feldgradient-Wechselwirkung (QF)
Für den sehr häufigen Fall, dass Kerne (Nuklide wie z. B. 2H, 7Li, 14N, 17O, 23Na, 35Cl und 133Cs) einen Kernspin {\displaystyle I\geq 1} haben, kommt ein besonderer, nämlich ein nicht-magnetischer Relaxationsmechanismus ins Spiel. {\displaystyle I={\tfrac {1}{2}}} ist auch gleichbedeutend mit einer kugelförmigen Verteilung der positiven elektrischen Kernladung, während {\displaystyle I\geq 1} bedeutet, dass die Ladungsverteilung des Kerns (bildlich die Kernform) nicht mehr einer Kugel entspricht, sondern einem Ellipsoid. Solche Kerne besitzen dann, neben dem magnetischen Dipolmoment auch ein elektrisches Quadrupolmoment eQ. Dieses Quadrupolment kann mit elektrischen Feldgradienten, falls sie am Kernort vorhanden sind, wechselwirken; der Kernspin kann dadurch umorientiert werden und somit Quadrupol-Feldgradient-(QF-)Relaxation erfolgen. Dieser zusätzliche Relaxationsmechanismus ist in der Regel sehr stark und daher dominant für solche Kerne. Die meist kurzen Relaxationszeiten und damit die breiten NMR-Resonanzlinien sind charakteristisch für Kerne mit {\displaystyle I\geq 1}.
Bindungselektronen erzeugen häufig am Kernort einen elektrischen Feldgradienten, der durch die Quadrupol-Kopplungskonstante charakterisiert wird. Bei der molekularen Umorientierung, z. B. in Flüssigkeiten, ändert dieser intramolekulare Feldgradient ständig seine Richtung und die QF-Relaxation wirkt. Meist kennt man die Quadrupolkopplungskonstante in Molekülen und kann daher aus der Messung dieser intramolekularen QF-Relaxationsrate sehr genau molekulare Umorientierungszeiten, selbst im Picosekunden-Bereich, bestimmen. Wichtig ist der QF-Mechanismus auch bei der Ionenkern-Relaxation in Elektrolytlösungen, wobei es sich dann um einen intermolekularen (interatomaren) Prozess handelt. Elektrische Felder von molekularen, elektrischen Dipolen oder Ionenladungen in der engsten Nachbarschaft eines beobachteten Ionenkerns, wie z. B. 23Na+, erzeugen die fluktuierenden, elektrischen Feldgradienten und relaxieren so den Ionenkern. Die Ionenkern-QF-Relaxation ist eine wichtige Informationsquelle für das Studium der Ionensolvatation und -assoziation in Elektrolytlösungen.